# 浅輪宇充
浅輪 宇充（あさわ たかみつ、1962年〈昭和37年〉4月13日 - ）は、日本の国土交通技官。国土交通省大臣官房技術参事官、国土交通省大臣官房技術総括審議官、国土交通省港湾局長を経て、京都大学経営管理大学院客員教授。

## 人物・経歴
東京都出身。1987年東京工業大学（のちの東京科学大学）大学院理工学研究科土木工学専攻修了、運輸省入省。東北地方整備局酒田港湾事務所長、国土交通省港湾局技術企画官、国土交通省港湾局技術企画課建設企画室長を経て、2013年北陸地方整備局港湾空港部長。国土交通省港湾局技術企画課長を経て、2017年から国土交通省大臣官房技術参事官（港湾局担当）を務め、ユーグレナ石垣港離島ターミナルのみなとオアシスへの登録を行うなどした。2019年国土交通省大臣官房技術総括審議官。2021年国土交通省港湾局長。2022年三井住友海上火災保険顧問、港湾空港総合技術センター客員研究員。2023年成田国際空港顧問、日本大学理工学部非常勤講師。2024年10月三菱重工顧問。また、京都大学経営管理大学院客員教授（グローバルロジスティクスと海運）も務めた。